# 伊號第十八潛艦

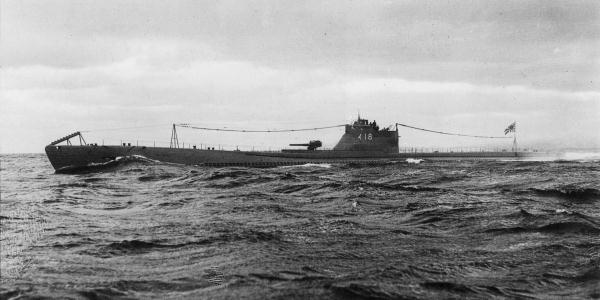
佐世保沖で公試中の伊18

伊号第一八潜水艦（イごうだいじゅうはちせんすいかん）是大日本帝国海軍伊一六型潜水艦的二号艦。

## 舰历
- 1937年 计划在第三次海軍補充計画（丸三计划、昭和12年（1937年））中建造
  - 8月25日 在佐世保海軍工廠开工建造
- 1941年1月31日 竣工。太平洋战争爆发时配属至第6艦隊特別攻撃隊，并参加珍珠港偷袭作战，运输甲标的至夏威夷海域。其后在夏威夷群岛周边活动。
- 1942年 炮击中途岛之后返回日本。
  - 4月至7月 在印度洋进行通商破坏，击沉8艘同盟國的商船。
- 1943年 用来执行瓜达尔卡纳尔岛的运输任务。
  - 1月31日 遭到美国海军弗萊徹號驅逐艦的深水炸弹攻击而沉没。
  - 4月1日 确定战没并除籍，其艦歷终结。